# 細胞分裂素

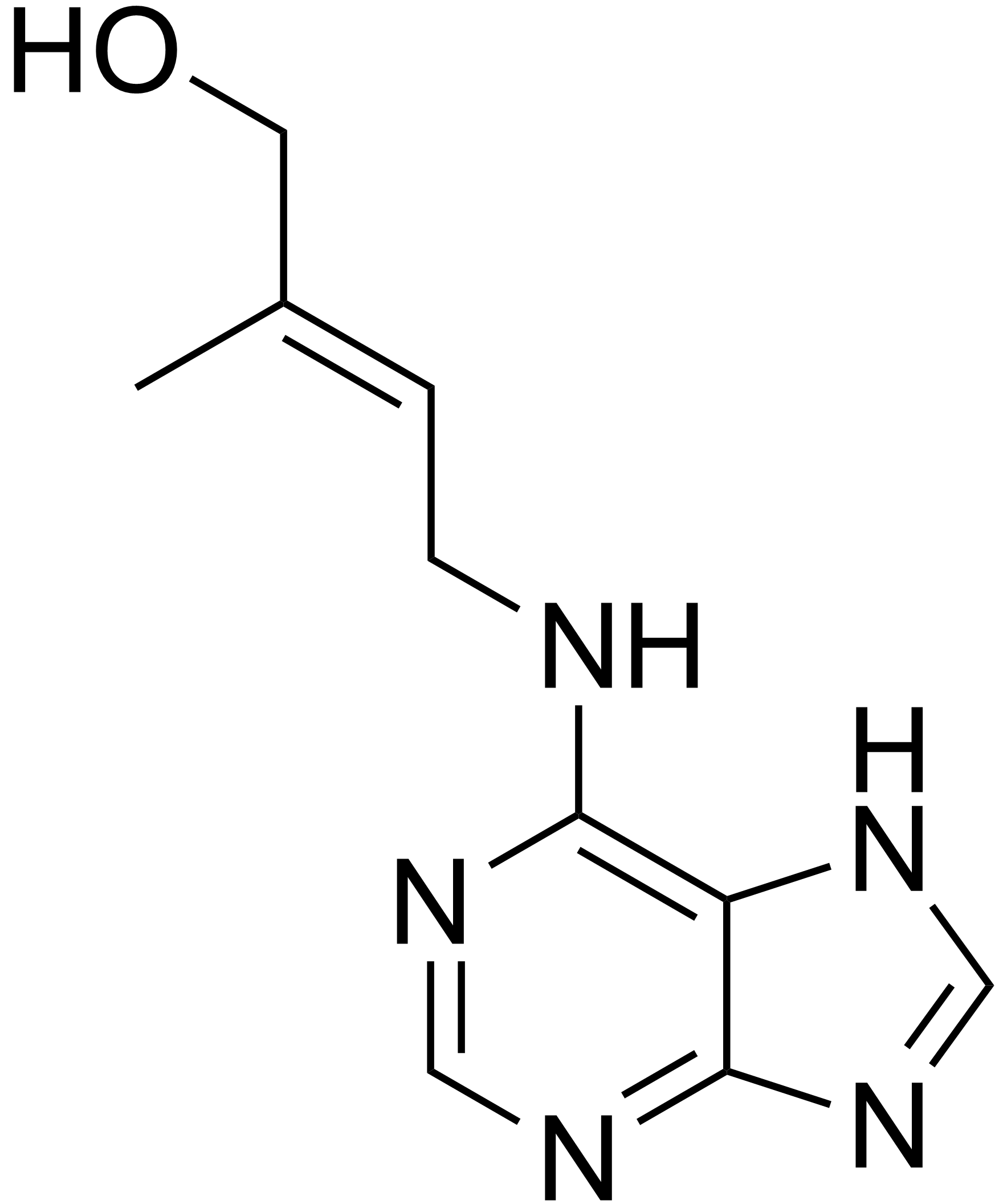
细胞分裂素玉米素是以玉米属的玉蜀黍属命名，在其中它被发现。

細胞分裂素（Cytokinins，缩写CK）是一类植物激素，可促进植物根和芽中的细胞分裂或细胞质分裂。它们主要参与细胞生长和細胞分化，但也影响顶端优势，腋芽生长，和叶子衰老。 Folke Skoog在1940年代在威斯康星大学麦迪逊分校使用椰奶发现它们的效果。
有两种类型的细胞分裂素：由激动素，玉米素，和6-苄氨基嘌呤代表的腺嘌呤型细胞分裂素，和二苯脲和噻苯隆（TDZ）等苯脲型细胞分裂素。大多数腺嘌呤型细胞分裂素在根中合成。 形成层(Cambium)和其他活跃分裂的组织也合成细胞分裂素。在植物中没有发现苯脲细胞分裂素.。细胞分裂素参与局部和远距离信号传导，具有与嘌呤和核苷相同的运输机制。通常，细胞分裂素在木质部中运输。
细胞分裂素与另一种植物生长激素生长素协同作用。这两者是互补的，通常具有相反的效果。。

## 合成部位
根尖分生組織是細胞分裂素的主要合成部位,細胞分裂素由根通過木質部進入茎。但是根部并非植物合成細胞分裂素的唯一部位，如玉米幼胚、初期發育中的葉、幼果等皆可以合成细胞分裂素。
激动素（Kinetin）是第一种提取出來的細胞分裂素(由熱誘導降解DNA生成),為腺嘌呤的衍生物—6-糠氨基嘌呤。

## 發現歷史
- 1913年, 德国植物学家 G.Haberlandt 從馬鈴薯韌皮部滲出液中分離物質可誘导馬鈴薯細胞分裂和癒傷組織的生成。
- 1940年, Folke Skoog從椰奶和酵母抽出液中分離出一些可促進細胞分裂的嘌呤類的化學物質。
- 1948年, Folke Skoog在組織培養中添加椰浆，誘使成熟組織逆分化為癒傷組織。
- 1955年, Miller等人在高壓殺菌的DNA中確定一種小分子腺嘌呤衍生物，取名激动素（Kinetin）
- 1973年, Letham由玉米胚乳分離出玉米素（zeatin）。
- 1974年, Letham證實椰浆所含的細胞分裂素為玉米素。

## 外部連結
- （英文）Chapter 21 of Plant Physiology Book: Cytokinins: Regulators of Cell Division （页面存档备份，存于）
- （英文）Plant Physiology:Cytokinin （页面存档备份，存于）